# 이노역 (홋카이도)
이노역(일본어: 伊納駅 이노우에키[*])은 일본 홋카이도 아사히카와시에 있는 홋카이도 여객철도 하코다테 본선의 역이다. 역 번호는 A26이며, 상·하행 방향별 단선 승강장 2면 2선의 구조를 지닌 지상역이다.

## 이용 현황
| 연도     | 하루 평균 승차 인원 |
| 1992년도 | 412                 |
| -------- | ------------------- |

## 역 주변
- 국도 제12호선
- 이노 대교

## 역사
- 1898년 7월 16일 : 이노신호정거장(일본어: 伊納信号停車場)으로서 개업.
- 1900년 5월 11일 : 역으로 승격. 이노역이 된다.
- 1987년 4월 1일 : 민영화에 따라, 홋카이도 여객철도로 이관.

## 인접 정차역
| 홋카이도 여객철도 하코다테 본선 | 홋카이도 여객철도 하코다테 본선 | 홋카이도 여객철도 하코다테 본선 |
| ------------------------------- | ------------------------------- | ------------------------------- |
| A25 오사무나이 오타루 방면      | 하코다테 본선                   | 지카부미 A27 아사히카와 방면    |